# Łana Zerkal
Łana Zerkal, ukr. Лана Зеркаль; właściwie Ołena Wołodymyriwna Zerkal, ukr. Олена Володимирівна Зеркаль (ur. 24 czerwca 1973 w Kijowie) – ukraińska polityczka i dyplomatka.

## Życiorys
W 1998 roku Zerkal ukończyła studia magisterskie z prawa na Kijowskim Uniwersytecie Narodowy im. Tarasa Szewczenki. W 2008 roku na tej samej uczelni ukończyła studia magisterskie z dziedziny międzynarodowych stosunków gospodarczych.
Od 2001 do 2013 pracowała jako prawniczka i ekspertka w ukraińskim ministerstwie sprawiedliwości.
W latach 2013–2014 pracowała w British American Tobacco gdzie była odpowiedzialna za wewnętrzne sprawy korporacyjne.

### Ministerstwo spraw zagranicznych
20 sierpnia 2014 została mianowana wiceministrą spraw zagranicznych odpowiedzialną za integrację europejską. Z urzędu zrezygnowała 28 listopada 2019 roku.
22 grudnia 2016 roku została mianowaną ambasadorką tytularną przez Prezydenta Ukrainy Petra Poroszenkę.
Po swoich zaprzysiężeniu w 2019 roku, Prezydent Ukrainy Wołodymyr Zełenski podpisał dekret mianujący Zerkal wiceszefową kancelarii prezydenta. Po kilku godzinach dekret prezydenta został cofnięty. Według czasopisma „Ukraińska prawda”, Zerkal zgodziła się tylko na objęcie stanowiska związanego z koordynacją polityki zagranicznej prezydenckiej administracji.

## Życie prywatne
Mówi płynnie po angielsku, zna podstawy języka francuskiego.